# بخش ادن (شهرستان ویاندوت، اوهایو)
بخش ادن (به انگلیسی: Eden Township) یک منطقهٔ مسکونی در ایالات متحده آمریکا است که در شهرستان وایندات، اوهایو واقع شده‌است.
 بخش ادن ۷۸٫۵ کیلومتر مربع مساحت و ۱٬۰۹۲ نفر جمعیت دارد و ۲۷۷ متر بالاتر از سطح دریا واقع شده‌است.